# Крамер, Кристоф
Кри́стоф Кра́мер (нем. Christoph Kramer; родился 19 февраля 1991 года в Золингене, Германия) — немецкий футболист, полузащитник. Чемпион мира 2014 года в составе сборной Германии.

## Биография
Кристоф начинал заниматься футболом в пятилетнем возрасте, поступив в академию клуба «Грёфрат». В 1999 году он подписал соглашение с академией «Байера», провёл здесь ещё семь лет, после чего перебрался в «Фортуну Дюссельдорф». В 16-летнем возрасте начал активно привлекаться к игре за фарм-клуб «Фортуны», выступавшем в четвёртом по силе дивизионе. Вскоре был возвращен в «Байер 04», провёл здесь ещё два года, после чего подписал свой первый официальный контракт.

## Клубная карьера
Летом 2011 года был переведён в основную команду «Байера», однако сразу же отправился в аренду в «Бохум». В течение следующих двух лет провёл 61 матч и забил 4 гола. Дебютировал здесь в матче первого тура против «Фортуны Дюссельдорф» (2:0). Проведя первые матчи на скамейке запасных, Кристоф вскоре сумел закрепиться в основном составе «Бохума» и помог ему избежать вылета в третью лигу. Свой первый гол забил 25 февраля 2012 года в противостоянии с «Гройтер Фюртом» (6:2). По окончании сезона стороны договорились продлить аренду ещё на один год. На этот раз «Бохум» занял место в середине турнирной таблицы, дошёл до стадии 1/8 Кубка Германии, а сам Кристоф забил уже три мяча, играя в опорной зоне и на позиции правого фуллбэка. В сезоне 2012/13 Второй Бундеслиги на счету Крамера было 852 единоборства — что стало самым высоким показателем в чемпионате в этом сезоне, 50 % из этих единоборств Крамер выиграл. За два сезона в составе клуба Кристоф провёл шестьдесят один матч и забил четыре гола.

### «Боруссия Менхенгладбах»
После возвращения из «Бохума» он был снова отправлен в аренду, на этот раз в мёнхенгладбахскую «Боруссию». Его дебют в бундеслиге состоялся 9 августа 2013 года в матче против мюнхенской «Баварии»., свой первый гол в высшей лиге Кристоф забил в игре с «Ганновером» 17 августа.. До конца сезона забил ещё дважды, поразив ворота «Майнца» (3:1) и «Вольфсбурга» (1:3). Всего же провёл в том сезоне 33 матча Бундеслиги и забил 1 мяч. Проведя сильный сезон, Крамер заслужил приглашение в национальную сборную.
Сезон 2014/15 Кристоф вновь начал в Мёнхенгладбахе, отметившись голом в матче первого тура против «Штутгарта» (1:1). Вместе с клубом вышел в плей-офф Лиги Европы, проведя на поле все шесть матчей группового этапа. Ещё во время зимнего перерыва Бундеслиги «Байер» продлил контракт с Крамером до 2019 года.
8 июня 2016 года, полузащитник Кристоф Крамер перешёл из леверкузенского «Байера» в «Боруссию Мёнхенгладбах». Как сообщает официальный сайт нового клуба футболиста, соглашение с ним рассчитано на пять лет. В декабре 2019 года клуб продлил контракт с Крамером до 2023 года.

## Карьера в сборной
Яркая игра в составе «Боруссии» побудила наставника национальной сборной Йоахима Лёва включить игрока в окончательную заявку сборной для поездки на мировое первенство в Бразилию. Кристоф дебютировал в составе сборной лишь за месяц до старта первенства, появившись 13 мая 2014 года в стартовом составе товарищеского поединка против Польши. Крамер являлся лишь одним из потенциальных сменщиков игроков стартового состава, что и подтвердили первые три матча финального турнира, которые Кристоф провёл на скамейке запасных.
Однако в плей-офф Йоахим Лев начал использовать игрока в каждом матче. В 1/8 финала он вышел на поле вместо Бастиана Швайнштайгера и помог удержать минимальное преимущество (2:1). Затем в поединке против Франции замена Крамера помогла Лёву потянуть время и сохранить итоговый счет 1:0. Неожиданно для всех Кристоф появился в стартовом составе Бундестим в финальном матче против Аргентины. Он заменил травмированного Сами Хедиру, однако сам сумел сыграть лишь 32 минуты, после чего столкнулся с Эсекьельем Гараем и потерял сознание. Как вспоминал затем главный арбитр той встречи Никола Риццоли, Крамер подошёл к нему и спросил, где он находится. Германия в том матче выиграла, а Кристофер в итоге получил золотые медали мирового первенства. После 2016 года за сборную не играл.

## Статистика в клубах
| Клуб                              | Сезон   | Лига                      | Лига  | Лига | Кубок лиги | Кубок лиги | Еврокубки | Еврокубки | Всего | Всего |
| Клуб                              | Сезон   | Лига                      | Матчи | Голы | Матчи      | Голы       | Матчи     | Голы      | Матчи | Голы  |
| --------------------------------- | ------- | ------------------------- | ----- | ---- | ---------- | ---------- | --------- | --------- | ----- | ----- |
| «Байер» Леверкузен II             | 2009-10 | Региональная лига «Запад» | 1     | 0    | —          | —          | —         | —         | 1     | 0     |
| «Байер» Леверкузен II             | 2010-11 | Региональная лига «Запад» | 26    | 0    | —          | —          | —         | —         | 26    | 0     |
| «Байер» Леверкузен II             | Всего   | Всего                     | 27    | 0    | —          | —          | —         | —         | 27    | 0     |
| «Бохум» (аренда)                  | 2011-12 | Вторая Бундеслига         | 32    | 1    | 3          | 0          | —         | —         | 35    | 1     |
| «Бохум» (аренда)                  | 2012-13 | Вторая Бундеслига         | 29    | 3    | 3          | 0          | —         | —         | 32    | 3     |
| «Бохум» (аренда)                  | Всего   | Всего                     | 61    | 4    | 6          | 0          | —         | —         | 67    | 4     |
| «Бохум» II (аренда)               | 2012-13 | Региональная лига «Запад» | 1     | 0    | —          | —          | —         | —         | 1     | 0     |
| «Боруссия» Менхенгладбах (аренда) | 2013-14 | Бундеслига                | 33    | 3    | 1          | 0          | —         | —         | 34    | 3     |
| «Боруссия» Менхенгладбах (аренда) | 2014-15 | Бундеслига                | 30    | 2    | 3          | 0          | 6         | 0         | 39    | 2     |
| «Боруссия» Менхенгладбах (аренда) | Всего   | Всего                     | 63    | 5    | 4          | 0          | 6         | 0         | 73    | 5     |
| «Байер 04»                        | 2015-16 | Бундеслига                | 28    | 0    | 4          | 0          | 12        | 0         | 44    | 0     |
| «Боруссия» Менхенгладбах          | 2016-17 | Бундеслига                | 24    | 0    | 4          | 0          | 10        | 0         | 38    | 0     |
| «Боруссия» Менхенгладбах          | 2017-18 | Бундеслига                | 27    | 3    | 1          | 0          | —         | —         | 28    | 3     |
| «Боруссия» Менхенгладбах          | Всего   | Всего                     | 51    | 3    | 5          | 0          | 10        | 0         | 66    | 3     |
| Всего                             | Всего   | Всего                     | 229   | 12   | 19         | 0          | 28        | 0         | 282   | 12    |
| Обновлено на: 27 июля 2018        |         |                           |       |      |            |            |           |           |       |       |

### Статистика в матчах за сборную
| 2014  | 8  | 0 |
| 2015  | 3  | 0 |
| 2016  | 1  | 0 |
| Всего | 12 | 0 |

## Достижения
Сборная Германии
- Чемпион мира: 2014